# La Bazoge (Sarthe)
La Bazoge ist eine französische Gemeinde mit 3748 Einwohnern (Stand 1. Januar 2022) im Département Sarthe in der Region Pays de la Loire. Ihre Einwohner heißen Bazogiens.

## Geografie
La Bazoge liegt rund zehn Kilometer nördlich von Le Mans und 34 Kilometer südlich von Alençon. Die Sarthe fließt an der östlichen Gemeindegrenze.

## Bevölkerungsentwicklung
Die Einwohnerzahl von La Bazoge ist von 1990 bis 1999 gestiegen, von circa 2750 auf circa 2900.

## Verkehr
Zwischen dem 14. August 1915 und dem 3. Oktober 1943 besaß La Bazoge über die Schmalspurbahn Le Mans–Ségrie der Compagnie des Tramways de la Sarthe Anschluss an das Eisenbahnnetz. Heute befinden sich die nächstgelegenen Bahnhöfe in den Nachbarorten Neuville-sur-Sarthe und Le Mans.
Die Autoroute A11 von Le Mans nach Chartres verläuft in 5 km Entfernung südlich und die Autobahn von Le Mans nach Laval in 8 km Entfernung südwestlich. Direkt östlich am Ort vorbei führt die Autoroute A28 von Le Mans nach Rouen.

## Partnerschaften
Die niedersächsische Gemeinde Martfeld (Landkreis Diepholz) unterhält seit mehreren Jahren eine rege Partnerschaft zu La Bazoge. Das Gleiche gilt für die englische Gemeinde Bardney.